# Кроуфорд, Лавелл
Ла́велл Мо́рис Кро́уфорд (англ. Lavell Maurice Crawford; род. 11 ноября 1968, Сент-Луис, Миссури) — американский стендап-комик, актёр кино, телевидения и озвучивания, в единичных случаях также известен как сценарист и продюсер. Наиболее известен зрителю исполнением роли Хьюэлла Бабино в сериале «Во все тяжкие» (11 эпизодов в 2011—2013 годах) и той же роли в его спин-оффе «Лучше звоните Солу» (6 эпизодов в 2017—2022 годах).

## Биография
Лавелл Морис Кроуфорд родился 11 ноября 1968 года в городе Сент-Луис (штат Миссури, США), вырос в городке Пейдждейл (пригород Сент-Луиса). Две сестры, Элонда и Эрика. С детства страдает ожирением. В 1986 году окончил старшую школу «Пэттонвилл» в городе Мэриленд-Хайтс (Миссури), затем поступил в «Западный колледж штата Миссури» (ныне — Западный университет штата Миссури), где обучался информатике.
С 1990 года начал профессиональную карьеру стендап-комика. Выступал на кабельном телеканале BET в 1990-х годах, в 2007 году стал участником известного реалити-шоу «Последний комик», где стал полуфиналистом, но в двухчасовом финале проиграл Джону Рипу.
С 1999 года начал сниматься в кинофильмах, с 2000 года — в телесериалах. По состоянию на начало 2024 года у Кроуфорда насчитывается около 45 ролей в кино и на телевидении (актёр «вживую» и актёр озвучивания), не считая около 40 появлений «в роли самого себя» (гость ток-шоу, участник телеигр, реалити-шоу и т. п.)
Как уже говорилось выше, актёр страдает ожирением. В марте 2016 года его вес достиг 230 килограммов. Кроуфорд сделал себе операцию «рукавная гастропластика», и к августу 2017 года он весил 135 килограммов.

## Фильмография

### Широкий экран
Кроме озвучивания
- 2015 — Ультраамериканцы / American Ultra — Большой Гарольд
- 2015 — Нелепая шестёрка / The Ridiculous 6 — Гас Патч
- 2016 — Знакомьтесь, семейка Блэков[англ.] / Meet the Blacks — офицер по вопросам УДО[англ.]
- 2016 — Свадебный угар / Mike and Dave Need Wedding Dates — Кит[5]
- 2016 — Хеллоуин Мэдеи[англ.] / Boo! A Madea Halloween — заключённый 1
- 2020 — Хэллоуин Хьюби / Hubie Halloween — Дэн, фермер
- 2021 — На счёт три[англ.] / On the Count of Three — Донни
- 2022 — Домашняя игра / Home Team — Гас, водитель автобуса
- 2025 — Счастливчик Гилмор 2 / Happy Gilmore — Слим Питерсон

### Телевидение
Кроме озвучивания
- 2000 — Шоу Джейми Фокса[англ.] / The Jamie Foxx Show — завсегдатай вечеринок (в эпизоде Partners fo' Life)
- 2011 — Трудоголики / Workaholics — диджей в стрип-клубе (в эпизоде Dry Guys[англ.])
- 2011—2013 — Во все тяжкие / Breaking Bad — Хьюэлл Бабино, телохранитель Сола Гудмана (в 11 эпизодах)[2]
- 2013 — В Филадельфии всегда солнечно / It's Always Sunny in Philadelphia — Оползень (в эпизоде The Gang Broke Dee)
- 2013 — Сумасшедшие / The Crazy Ones — Мэрвин (в эпизоде Models Love Magic)
- 2014 — Супер весёлый вечер / Super Fun Night — Антуан (в эпизоде Li'l Big Kim)
- 2017 — Новенькая / New Girl — Тривло (в эпизоде Operation: Bobcat)
- 2017—2022 — Лучше звоните Солу / Better Call Saul — Хьюэлл Бабино, телохранитель Сола Гудмана (в 6 эпизодах)

### Озвучивание
- 2013 — Осьминоги / Squidbillies — судья Глушитель (в эпизоде Stop. Jammertime![англ.])
- 2013—2015, 2022 — Aqua Teen Hunger Force — Невероятный Рон • шимпанзе-пришелец (в 4 эпизодах[англ.])
- 2015 — Твоё милое личико отправится в ад[англ.] / Your Pretty Face Is Going to Hell — Псайклон (в эпизоде Psyklone and the Thin Twins)
- 2016—2017 — Легенды Чемберлен Хайтс[англ.] / Legends of Chamberlain Heights — ЛаДанте[6] (в 15 эпизодах)
- 2022 — Команда Фастфуд навсегда: Плантазм[англ.] / Aqua Teen Forever: Plantasm — уличный хулиган

### В роли самого себя
Гость ток-шоу, участник телеигр, реалити-шоу и т. п.
- 2007 — Последний комик[англ.][4] / Last Comic Standing — в 10 выпусках
- 2009—2012 — B кyрсе последних событий с Челси[англ.] / Chelsea Lately — в 19 выпусках
- 2010—2011 — Тош.0[англ.] / Tosh.0 — в 2 выпусках
- 2011 — Ночное шоу с Джорджем Лопесом[англ.] / Lopez Tonight — в выпуске от 2 августа
- 2015 — Ночное шоу с Ларри Уилмором[англ.] / The Nightly Show with Larry Wilmore — в 5 выпусках

## Награды и номинации
- 2014 — Премия Гильдии киноактёров США в категории «Лучший актёрский состав в драматическом сериале» за роль в сериале «Во все тяжкие» — победа (совместно с ещё шестнадцатью актёрами и актрисами).
- 2022 — «Грэмми» в категории «Лучший комедийный альбом[англ.]» за альбом The Comedy Vaccine — номинация[7].